# Fakjů princezny
Fakjů princezny (v německém originále Chantal im Märchenland) je německá filmová komedie z roku 2024, kterou režíroval Bora Dağtekin podle vlastního scénáře. Snímek měl světovou premiéru dne 28. března 2024.

## Děj
Chantal chce být slavnou influencerkou, ale nemá téměř žádné followery. Spolu se svou kamarádkou Zeynep se zúčastní instagramové soutěže, kde lze vyhrát reklamní nabídku s výrobcem žvýkaček. Při natáčení příspěvku se jim podaří vstoupit do pohádkového světa přes starožitné kouzelné zrcadlo, o kterém si myslí, že je to jen trik na sociálních sítích. Od víly Sparkle se dozví, že mají 24 hodin, než se portál do jejich světa znovu otevře. Chantal je nadšená a chce čas využít k vytvoření obsahu pro reklamu. Chantal je zde mylně považována za princeznu. Spřátelí se s princeznou Amálií, která je ve sporu s Artolfem, který se snaží vytáhnout z kamene meč, aby se mohl stát rytířem krále Wildericha. Chantal se také dozví, že upadne do svého věčného spánku. Tomu se snaží zabránit, ale omylem kletba padne na prince Bosca.
Potřebují pomoc čarodějnice Samsary. U dvora se Chantal snaží probudit prince Bosca, ale pokusy selžou, protože Bosco ve skutečnosti miluje svého sluhu. Probudí se, až když ho sluha políbí. Aby Bosco skryl svou homosexualitu, tvrdí, že ho políbila Chantal. Král připravuje svatbu na což  Chantal přistoupí, protože Bosco ví, že není princezna. Návrat obou dívek zpátky do jejich světa se velmi zkomplikuje.

## Obsazení
| Jella Haase          | Chantal Ackermann   |
| Gizem Emre           | Zeynep Tezel        |
| Mido Kotaini         | Aladin              |
| Max von der Groeben  | princ Bosco         |
| Nora Tschirnerová    | čarodějnice Sansara |
| Frederick Lau        | Artolf              |
| Maria Ehrich         | princezna Amalia    |
| Alexandra Maria Lara | královna            |
| Cooper Dillon        | král Wilderich      |
| Nico Stank           | písař               |
| Elyas M’Barek        | Zeki Müller         |
| Maria Happel         | víla Funkelchen     |
| Elena Uhlig          | matka prince Bosca  |
| Ben Felipe           | sluha prince Bosca  |
| Jannik Schümann      | princ Bechtold      |